# Meryeta O'Dine
Meryeta O'Dine, née le 24 février 1997 à Prince George en Colombie-Britannique, est une snowboardeuse canadienne.

## Carrière
Lors des Jeux olympiques d'hiver de 2022 à Pékin, Meryta O'Dine remporte la médaille de bronze olympique en snowboardcross.

## Palmarès

### Jeux olympiques
- Pékin 2022 :  Médaille de bronze en snowboardcross.
- Pékin 2022 :  Médaille de bronze en snowboardcross par équipe.

### Coupe du monde
- 1 podium